# World Games 2017/Teilnehmer (Vereinigte Arabische Emirate)
| Gelbes Symbol für Goldmedaillen mit stilisierten Olympischen Ringen | Graues Symbol für Silbermedaillen mit stilisierten Olympischen Ringen | Braundes Symbol für Bronzemedaillen mit stilisierten Olympischen Ringen |
| ------------------------------------------------------------------- | --------------------------------------------------------------------- | ----------------------------------------------------------------------- |
| 1                                                                   | 1                                                                     | 1                                                                       |

Die Vereinigten Arabischen Emirate nahmen in Breslau an den World Games 2017 teil. Die Delegation bestand aus 6 Athleten.

## Medaillengewinner

### Gold
| Name           | Sportart  | Wettkampf     |
| -------------- | --------- | ------------- |
| Faisal Alketbi | Jiu Jitsu | 77 kg Ne-Waza |

### Silber
| Name           | Sportart  | Wettkampf    |
| -------------- | --------- | ------------ |
| Faisal Alketbi | Jiu Jitsu | Open Ne-Waza |

### Bronze
| Name           | Sportart  | Wettkampf |
| -------------- | --------- | --------- |
| Cornelia Mihai | Luftsport | Swooping  |

## Teilnehmer nach Sportarten

### Jiu Jitsu
| Athleten           | Wettbewerb     | Vorrunde        | Vorrunde | Vorrunde             | Vorrunde | Achtelfinale                | Achtelfinale | Viertelfinale   | Viertelfinale | Halbfinale          | Halbfinale    | Trost-Halbfinale | Trost-Halbfinale | Finale / Platz 3 | Finale / Platz 3 | Rang          |
| Athleten           | Wettbewerb     | Gegner          | Ergebnis | Gegner               | Ergebnis | Gegner                      | Ergebnis     | Gegner          | Ergebnis      | Gegner              | Ergebnis      | Gegner           | Ergebnis         | Gegner           | Ergebnis         | Rang          |
| ------------------ | -------------- | --------------- | -------- | -------------------- | -------- | --------------------------- | ------------ | --------------- | ------------- | ------------------- | ------------- | ---------------- | ---------------- | ---------------- | ---------------- | ------------- |
| Männer             |                |                 |          |                      |          |                             |              |                 |               |                     |               |                  |                  |                  |                  |               |
| Talib Alkirbi      | 62 kg Ne-Waza  | Evyatar Paperni | 4:4      | Maciej Polok         | 0:100    | –                           | –            | –               | –             | Daniel Hilal        | 100:0         | Evyatar Paperni  | 0:0              | ausgeschieden    | ausgeschieden    | ausgeschieden |
| Mohamed Al Qubaisi | 77 kg Ne-Waza  | Maciej Polok    | 0:0      | Jonathan Charlot     | 0:0      | –                           | –            | –               | –             | Ilke Kubilay Bulut  | 0:14          | –                | –                | Maciej Kozak     | 0:6              | 4             |
| Faisal Alketbi     | 77 kg Ne-Waza  | Kristof Szucs   | 0:0      | Mohsen Hamid Aghchay | 4:0      | –                           | –            | –               | –             | Max Hederström      | 2:2           | –                | –                | Kristof Szucs    | 0:2              | Gold          |
| Yahya Alhamadi     | +94 kg Ne-Waza | Aleksandr Sak   | 2:2      | Makrem Saanouni      | 0:0      | –                           | –            | –               | –             | Seif Eddine Houmine | 0:100         | –                | –                | Aleksandr Sak    | 2:2              | 4             |
| Faisal Alektbi     | Open Ne-Waza   | –               | –        | –                    | –        | Joao Carlos Hiroshi Kuraoka | 50:0         | Florent Minguet | 3:0           | Seif Eddine Houmine | 2:0           | –                | –                | Kristof Szucs    | 0:2              | Silber        |
| Yahya Alhamadi     | Open Ne-Waza   | –               | –        | –                    | –        | Aleksandr Sak               | 4:4          | ausgeschieden   | ausgeschieden | ausgeschieden       | ausgeschieden | –                | –                | ausgeschieden    | ausgeschieden    | ausgeschieden |

### Luftsport
| Athleten           | Wettbewerb | Runde 1 | Runde 2 | Runde 3 | Runde 4 | Runde 5 | Runde 6 | Runde 7 | Runde 8 | Runde 9 | Runde 10 | Runde 11 | Runde 12 | Gesamt | Rang   |
| ------------------ | ---------- | ------- | ------- | ------- | ------- | ------- | ------- | ------- | ------- | ------- | -------- | -------- | -------- | ------ | ------ |
| Mixed              |            |         |         |         |         |         |         |         |         |         |          |          |          |        |        |
| Cornelia Mihai     | Swooping   | 12      | 31      | 11      | 5       | 4       | 1       | 10      | 3       | 24      | 3        | 9        | 2        | 90.000 | Bronze |
| Abdulbari Quabaisi | Swooping   | 13      | 23      | 23      | 3       | 4       | 9       | 24      | 17      | 5       | 4        | 3        | 7        | 98.000 | 4      |